# Theos Hypsistos
Theos Hypsistos (griechisch Θεος ὕψιστος „der Höchste Gott“) ist die Bezeichnung für einen Gott, der identisch mit Zeus Hypsistos sein kann, aber auch den jüdischen oder christlichen Gott bezeichnen kann. Oft ist es schwierig festzustellen, welcher von diesen Göttern als Theos Hypsistos gemeint ist.
Stephen Mitchell befasste sich ausführlich mit dem Kult des Theos Hypsistos und sammelte ungefähr 300 Inschriften in einem Katalog. Bei diesen Texten handelte es sich hauptsächlich um Weihinschriften, die an Theos Hypsistos, Zeus Hypsistos oder Hypsistos gerichtet sind. Sie stammen aus Kleinasien, vor allem aus dem Pontosgebiet, Lykien und Phrygien, und datieren auf die Zeit zwischen dem 2. Jahrhundert und dem Anfang des 4. Jahrhunderts n. Chr. Mitchell vertrat davon ausgehend die These, dass diese Inschriften sowie die Erwähnungen der „Hypsistarier“ in den Texten antiker Kirchenväter sich auf einen einheitlichen und weit verbreiteten Kult beziehen, in dem jüdische mit heidnischen Elementen vermischt wurden. Aus archäologischen Zeugnissen und der Beschreibung von Epiphaios von Salamis schließt er, dass die Anhänger dieses Kultes eigene Gebetshäuser und -plätze besessen hätten. Als konkrete Gemeinsamkeiten dieser Religionsgemeinschaft mit dem Judentum führt er die Anerkennung des Sabbats, die Befolgung gewisser Speisegebote und die Verwendung von Lampen im Kult an. Die Angehörigen des Theos-Hypsistos-Kultes verbärgen sich Mitchell zufolge auch hinter den „Theosebeis“ („Gottesfürchtigen“), die in weiteren Inschriften sowie in der Apostelgeschichte des Lukas erwähnt werden.
Um diese Thesen hat sich eine Forschungskontroverse entsponnen, in der Mitchells Ansichten überwiegend abgelehnt und die Theos-Hypsistos-Inschriften als Zeugnisse diverser und völlig verschiedener Glaubensgruppierungen gedeutet wurden. Verschiedene Forscher betonten, dass es keinen einheitlichen Kult für einen bestimmten Gott namens Theos Hypsistos gab, sondern dass unter dieser Bezeichnung verschiedene Gottheiten verehrt wurden: von den Juden Jahwe und von den Heiden hauptsächlich Zeus (daher auch die Bezeichnung Zeus Hypsistos), und auch die Christen selbst verwendeten, wenn auch eher selten, diese Benennung für ihren Gott. Daneben sollen aber durchaus auch eigenständige Gruppierungen existiert haben, die pagane und jüdische Elemente mischten und von denen einige der Theos-Hypsistos-Inschriften herrühren dürften.